# Maximal
Ne doit pas être confondu avec Élément maximal.
Cet article possède des paronymes, voir Maxima, Maxime, Maximum, Maximus et Maximy.
 (août 2021).
 (février 2015).
Si vous disposez d'ouvrages ou d'articles de référence ou si vous connaissez des sites web de qualité traitant du thème abordé ici, merci de compléter l'article en donnant les références utiles à sa vérifiabilité et en les liant à la section « Notes et références ».
Maximal est un magazine mensuel masculin. Il est connu pour ses photographies dénudées de célèbres actrices, chanteuses ou modèles.
Il est aujourd'hui distribué dans de nombreux pays dans le monde. Cependant, dans tous les autres pays où il est distribué, le magazine s'appelle Maxim. Ce nom ne pouvait être utilisé en France du fait de l'existence d'un grand restaurant parisien du même nom Maxim's. Le magazine Maximal no 102 qui paraissait être le dernier numéro est sorti en juin 2009, avant de voir à la surprise générale le nouveau Maximal no 103 sortir en août 2011. 
Créée au Royaume-Uni en mai 1995, la revue Maxim présentait Lisa Snowdon (en) en couverture.

## Les 100 plus belles femmes du monde
- Gal Gadot
- Katy Perry
- Cameron Diaz
- Mila Kunis
- Yvonne Strahovski
- Cobie Smulders
- Jennifer Lawrence
- Jordana Brewster
- Anne Hathaway
- January Jones
- Kaley Cuoco
- Scarlett Johansson
- Christina Milian
- Leighton Meester
- Zendaya
- Emily Bett Rickards
- Anna Kournikova
- Taylor Swift
- Maryse Ouellet
- Jessica Alba
- Rihanna
- Brittany Snow
- Sarah Shahi
- Britney Spears
- Kate Middleton
- Michelle Trachtenberg
- Lea Michele
- Sofía Vergara
- Amanda Bynes
- Dania Ramírez
- Elizabeth Olsen
- Kim Kardashian
- Eva Marie
- Brooklyn Decker
- Zoe Saldana
- Lindsay Lohan
- Paula Patton
- Hilary Duff
- Margot Robbie
- Emma Stone
- Naya Rivera
- Anna Faris
- Emmanuelle Chriqui
- Beau Garrett
- Odette Annable
- Julianne Hough
- Alison Brie
- Tammy Lynn Sytch
- Nicole Scherzinger
- Minka Kelly
- Ashley Greene
- Vanessa Hudgens
- Joanna Krupa
- Christina Hendricks
- Audrina Patridge
- Christina Aguilera
- Grace Park
- Kelly Brook
- Eva Amurri
- Whitney Port
- Maria Sharapova
- Miley Cyrus
- Elisha Cuthbert
- Aly Michalka
- Ciara
- Aubrey Plaza
- Emma Watson
- Arianny Celeste
- Taylor Cole
- Stacy Keibler
- Tessa Thompson
- Laura Vandervoort
- Nicki Minaj
- Diora Baird
- Anna Chapman
- Jennifer Farley
- Mini Anden
- Carly Craig
- Rachelle Leah
- Autumn Reeser
- Lyndsy Fonseca
- Amber Heard
- Erin Andrews
- Nicky Whelan
- Kelli Hutcherson
- Alessandra Torresani
- Serinda Swan
- Sophie Monk
- Hope Dworaczyk
- Hayley Atwell
- Candace Bailey
- Melanie Iglesias
- Adriana Lima
- Sophia Bush
- Hailey Baldwin